# Heroid Gjoshi
Heroid Gjoshi (Albania, 18 de mayo de 1997) es un futbolista albanés nacionalizado suizo. Juega de mediocampista y su actual equipo es el FC Wil de la Challenge League.

## Selección
Ha sido internacional con la Selección Sub-17 de Albania en 3 ocasiones sin anotar goles.